# Комиссаров, Михаил Степанович
Михаил Степанович Комиссаров (6 сентября 1871 — 20 октября 1933, Чикаго, США) — генерал-майор артиллерии; глава секретного отделения по наблюдению за иностранными посольствами и военными агентами (1904—1906); помощник начальника Санкт-Петербургского охранного отделения (1906 - 1909); начальник Енисейского, Пермского, Саратовского, Вятского губернских жандармских управлений (1909—1915); будучи начальником Варшавского губернского жандармского управления заведовал охраной Григория Распутина (1915—1916); градоначальник в Ростове-на-Дону (1916).

## Биография
Родился в семье дворян Ярославской губернии, окончил Полоцкий кадетский корпус (1899 г.), а затем 3-е военное Александровское училище (1891 г.). Военную службу проходил в 1-м артиллерийском мортирном полку. С 10 августа 1890 г. — подпоручик; с 10 августа 1894 г. — поручик; с 19 июля 1898 г. — штабс-капитан.
В начале 1904 года в чине ротмистра перешёл на службу в Отдельный корпус жандармов. Сразу же после окончании курсов при Штабе корпуса, в мае 1904 г., Комиссаров получает назначение в Санкт-Петербургское губернское жандармское управление, а уже в августе откомандирован в Департамент полиции, где совместно с чиновником особых поручений И. Ф. Манасевичем-Мануйловым возглавил образованное при МВД Секретное отделение по наблюдению за иностранными посольствами и военными агентами. Выдвижение его на этот ответственный пост нельзя назвать случайным: представительная внешность и знание иностранных языков (важное достоинство при работе с иностранной агентурой) совмещалась в нём с отличными организаторскими способностями и гибким умом математика-шахматиста. Вероятно, свою роль сыграло также и то, что Комиссарова тогда ещё не знали в Петербурге, что минимизировало вероятность его "провала".
Работа по расшифровке дипломатической переписки иностранных посольств была организована исключительно конспиративно (малейшая неудача могла вызвать европейский скандал) и была чрезвычайно сложной. Впоследствии, отвечая на вопросы Чрезвычайной следственной комиссии Временного правительства, Комиссаров так охарактеризовал результаты этой деятельности:

«В распоряжении контрразведчиков оказалось 12 шифров — американский, китайский, бельгийский и др. <…> Китайский шифр представлял собой 6 томов, американский — очень толстую книгу <…> Все иностранные сношения контролировались».
— Стенограмма допроса Комиссарова Михаила Степановича Чрезвычайной следственной комиссией Временного правительства. // РГАЛИ, ф. 55 оп. 3 ед. хр. 27
Все документы, получаемые от агентов, доставлялись ночью к Комиссарову, жившему в конспиративной квартире под именем иностранца. Там их фотографировали и наутро уносили в Департамент полиции МВД, поскольку Комиссаров опасался внезапного обыска по требованию какого-либо посольства. По линии МВД императору ежедневно посылались один-два доклада на основании контролируемой переписки. Так, известно, что во время заключения Портсмутского мира отделение Комиссарова узнавало американские условия раньше, чем посол США в Санкт-Петербурге.
За работу в секретном бюро Комиссарову присвоили звание подполковника Корпуса жандармов, и в этом звании уже в апреле 1908 г. он принял участие в I съезде начальников районных охранных отделений (по должности помощника начальника Петербургского охранного (Северного районного) отделения).
Среди других «деликатных» мероприятий Департамента полиции МВД, за которые отвечал Комиссаров в этот период, следует отметить печатание погромных антисемитских прокламаций, осуществлявшееся в тайной типографии в здании департамента полиции. Руководство М. С. Комиссаровым тайной типографией явилось предметом специального рассмотрения на заседании Государственной думы I созыва при расследовании обстоятельств Белостокского погрома. Широкая огласка данного обстоятельства не помешала последующей карьере М. С. Комиссарова.
В 1909—1915 гг. Комиссаров сменил посты начальника Енисейского, Пермского, Саратовского, Вятского ГЖУ. В октябре 1915 г. назначен начальником Варшавского губернского жандармского управления (эвакуированного в тыл после отступления русских войск на фронте). Вернувшись в столицу, Комиссаров становится помощником начальника Петроградского охранного отделения и вновь получает секретную работу — заведовать охраной Григория Распутина. В результате интриг вокруг Распутина (а именно, после фактического отказа выполнить поручение министра внутренних дел А. Н. Хвостова организовать убийство Распутина и последовавшего за тем скандала), в марте 1916 г. Комиссаров оказывается отстранён от его охраны и получает назначение градоначальником в Ростове-на-Дону. В августе того же года уволен в отставку в чине генерал-майора по артиллерии.
После Февральской революции был арестован, находился в заключении сначала в Петропавловской крепости, а затем на гауптвахте, устроенной в бывшем помещении штаба Отдельного корпуса жандармов на Фурштатской улице, № 40. Допрашивался Чрезвычайной следственной комиссией. Находясь в заключении Комиссаров свёл знакомство в большевиками, оказавшимися в тюрьме после их июльского выступления. Когда большевики были освобождены, они попросили министра юстиции Временного правительства социалиста Малянтовича освободить и Комиссарова.
В 1920 году Комиссаров отправился в Германию, где выдавал себя за представителя генерала Врангеля. Он обманул нескольких баварских монархистов, сообщив им, что Врангель хочет создать единый фронт с Германией. Поехав с баварцами якобы в Крым к Врангелю и получив от них под фальшивым предлогом 100 000 марок, Комиссаров отстал от них в Будапеште. Баварских же монархистов, которые всё-таки добрались до Крыма, Врангель принять отказался, так как он никогда не давал Комиссарову никаких поручений.
В 1922 году Комиссаров работал в интересах Советской России в Болгарии, где по его совету и наущению болгарским правительством Стамболийского были проведены аресты военных-белоэмигрантов.
Уже находясь в эмиграции, Комиссаров был приглашён заграничной резидентурой ГПУ в качестве секретного сотрудника для организации широкой кампании по дезинформации и дискредитации монархического движения, став одним из главных теоретиков постановки такой работы. Только после раскрытия белыми эмигрантами его неблаговидной роли, Комиссарову и его помощнику Чайкину пришлось уехать из Европы в Америку с теми же заданиями.
Находясь в США, Комиссаров публикует в 1930 году воспоминания. Скончался в Чикаго 20 октября 1933 года, попав под трамвай.
В 2007 г. вышел российский фильм «Заговор», в котором М. Комиссаров (по ошибке с отчеством Семёнович) представлен высоконравственным патриотом. Исполнителем роли Комиссарова стал Григорий Антипенко.

## Мнения современников
Считается, что Комиссаров не пользовался особым расположением у коллег по Отдельному корпусу жандармов, которые затем вспоминали, что это был «совершенно беспринципный человек, способный на что угодно, вплоть до убийства мешавшего ему по каким-либо причинам человека, пьяница, развратник, наглец и провокатор…». Историки приводят также различные слухи, ходившие в то время о Комиссарове: например, что он увёл жену своего начальника, генерала А. В. Герасимова (в бытность того начальником Санкт-Петербургского охранного отделения), и женился на ней. Служивший в Перми под началом Комиссарова офицер Отдельного корпуса жандармов Н. А. Кравец оставил в своих воспоминаниях следующее описание внешности Комиссарова: «…Высокий, полный, с красным лицом и серыми глазами, бегающими под синеватыми очками». По другим свидетельствам, Комиссаров был «высокий здоровенный мужчина с красным лицом и рыжей бородой — настоящий Стенька Разин».